# Campionati del mondo di triathlon del 2014
I campionati del mondo di triathlon del 2014 sono consistiti in una serie di sette gare di Campionati del mondo che hanno condotto alla Gran Finale di Edmonton, (Canada) nel mese di agosto del 2014.
La serie è stata organizzata sotto il patrocinio dell'Associazione che gestisce il trathlon a livello mondiale - la International Triathlon Union (ITU).
La serie di gare dei Campionati del mondo ha toccato Auckland, Città del Capo, Yokohama per poi raggiungere Londra, Chicago, Amburgo, Stoccolma,  ed Edmonton.
La Gran Finale di Edmonton comprende anche i Campionati del Mondo Under 23, Junior, divisione Paratriathlon, decisi in un'unica gara.
Gli atleti élite, uomini e donne, sono stati incoronati sulla base del punteggio finale attribuito dalla serie di gare dei campionati del mondo.
Tra gli uomini ha vinto per la quarta volta (seconda consecutiva) il titolo di campione del mondo lo spagnolo Javier Gómez, mentre la gara femminile è andata alla statunitense Gwen Jorgensen.
La gara Under 23 è andata al transalpino Dorian Coninx e alla tedesca Sophia Saller.
Tra gli juniores, il francese Raphael Montoya e la tedesca Laura Lindemann hanno conseguito l'alloro mondiale.

## Gli eventi della serie
Per il settimo anno i campionati del mondo di triathlon prevedono la formula delle series. I sette eventi, comprensivii della Gran Finale, si sono tenuti in quattro diversi continenti, in particolare nelle località precedentemente utilizzate con successo nelle gare di coppa del mondo.
La località olimpica precedentemente interessata dalle gare della serie è Londra.
| Data                  | Località                       | Tipo        |
| --------------------- | ------------------------------ | ----------- |
| 5-6 aprile            | Auckland, Nuova Zelanda        | Evento      |
| 26-27 aprile          | Città del Capo, Sudafrica      | Evento      |
| 17-18 maggio          | Yokohama, Giappone             | Evento      |
| 31-maggio-1 giugno    | Londra, Regno Unito            | Evento      |
| 27-29 giugno          | Chicago, Stati Uniti d'America | Evento      |
| 12-13 luglio          | Amburgo, Germania              | Evento      |
| 23-24 agosto          | Stoccolma, Svezia              | Evento      |
| 26 agosto-1 settembre | Edmonton, Canada               | Gran Finale |

## Risultati

### Classifica generale Campionati del mondo 2014

#### Élite Uomini
| Pos. | Nome              | Paese         | Punti |
| ---- | ----------------- | ------------- | ----- |
|      | Javier Gómez      | Spagna        | 4.860 |
|      | Mario Mola        | Spagna        | 4.601 |
|      | Jonathan Brownlee | Gran Bretagna | 4.501 |
| 4    | Alistair Brownlee | Gran Bretagna | 4.006 |
| 5    | João Pereira      | Portogallo    | 3.817 |
| 6    | Vincent Luis      | Francia       | 3.148 |
| 7    | Dmitry Polyanskiy | Russia        | 3.041 |
| 8    | Richard Murray    | Sudafrica     | 2.911 |
| 9    | Ryan Bailie       | Australia     | 2.165 |
| 10   | Aaron Royle       | Australia     | 2.064 |

#### Élite donne
| Pos. | Nome              | Paese         | Punti |
| ---- | ----------------- | ------------- | ----- |
|      | Gwen Jorgensen    | Stati Uniti   | 5.085 |
|      | Sarah True        | Stati Uniti   | 3.987 |
|      | Andrea Hewitt     | Nuova Zelanda | 3.845 |
| 4    | Jodie Stimpson    | Gran Bretagna | 3.453 |
| 5    | Nicky Samuels     | Nuova Zelanda | 3.073 |
| 6    | Helen Jenkins     | Gran Bretagna | 2.903 |
| 7    | Emma Jackson      | Australia     | 2.647 |
| 8    | Aileen Reid       | Irlanda       | 2.543 |
| 9    | Kirsten Sweetland | Canada        | 2.540 |
| 10   | Alice Betto       | Italia        | 2.518 |

### Risultati Gran Finale
La Gran Finale dei Campionati mondiali di triathlon del 2014 si è tenuta a Edmonton, Canada nei giorni 31 agosto 2014.

#### Élite uomini
| Pos. | Nome              | Paese         | Nuoto    | Bici     | Corsa    | Totale   |
| ---- | ----------------- | ------------- | -------- | -------- | -------- | -------- |
|      | Alistair Brownlee | Gran Bretagna | 00:17:10 | 00:59:11 | 00:30:57 | 01:48:44 |
|      | Mario Mola        | Spagna        | 00:17:50 | 01:00:03 | 00:29:49 | 01:49:04 |
|      | Javier Gómez      | Spagna        | 00:17:26 | 01:00:27 | 00:29:57 | 01:49:07 |

Classifica completa

#### Élite donne
| Pos. | Nome           | Paese         | Nuoto    | Bici     | Corsa    | Totale   |
| ---- | -------------- | ------------- | -------- | -------- | -------- | -------- |
|      | Gwen Jorgensen | Stati Uniti   | 00:18:52 | 01:06:19 | 00:33:24 | 02:00:05 |
|      | Andrea Hewitt  | Nuova Zelanda | 00:18:41 | 01:05:25 | 00:34:47 | 02:00:21 |
|      | Nicky Samuels  | Nuova Zelanda | 00:18:53 | 01:05:12 | 00:34:56 | 02:00:31 |

Classifica completa

#### Junior uomini
| Pos. | Nome              | Paese     | Nuoto    | Bici     | Corsa    | Totale   |
| ---- | ----------------- | --------- | -------- | -------- | -------- | -------- |
|      | Raphael Montoya   | Francia   | 00:08:33 | 00:31:23 | 00:15:03 | 00:56:27 |
|      | Jacob Birtwhistle | Australia | 00:08:51 | 00:31:13 | 00:15:05 | 00:56:28 |
|      | Calvin Quirk      | Australia | 00:08:47 | 00:31:06 | 00:15:18 | 00:56:45 |

Classifica completa

#### Junior donne
| Pos. | Nome                | Paese    | Nuoto    | Bici     | Corsa    | Totale   |
| ---- | ------------------- | -------- | -------- | -------- | -------- | -------- |
|      | Laura Lindemann     | Germania | 00:09:01 | 00:34:46 | 00:17:17 | 01:02:35 |
|      | Cassandre Beaugrand | Francia  | 00:09:10 | 00:34:38 | 00:17:18 | 01:02:38 |
|      | Audrey Merle        | Francia  | 00:09:07 | 00:34:38 | 00:17:27 | 01:02:44 |

Classifica completa

#### Under 23 uomini
| Pos. | Nome          | Paese         | Nuoto    | Bici     | Corsa    | Totale   |
| ---- | ------------- | ------------- | -------- | -------- | -------- | -------- |
|      | Dorian Coninx | Francia       | 00:17:37 | 01:02:43 | 00:31:19 | 01:53:06 |
|      | Marc Austin   | Gran Bretagna | 00:17:39 | 01:02:41 | 00:31:30 | 01:53:20 |
|      | Gordon Benson | Gran Bretagna | 00:17:40 | 01:02:45 | 00:31:39 | 01:53:30 |

Classifica completa

#### Under 23 donne
| Pos. | Nome              | Paese       | Nuoto    | Bici     | Corsa    | Totale   |
| ---- | ----------------- | ----------- | -------- | -------- | -------- | -------- |
|      | Sophia Saller     | Germania    | 00:19:28 | 01:07:37 | 00:36:13 | 02:04:52 |
|      | Gillian Backhouse | Australia   | 00:19:19 | 01:07:50 | 00:36:48 | 02:05:25 |
|      | Erin Storie       | Stati Uniti | 00:19:18 | 01:09:02 | 00:36:56 | 02:06:59 |

Classifica completa

### Risultati Serie 1 - Auckland

#### Élite uomini
| Pos. | Nome              | Paese         | Nuoto    | Bici     | Corsa    | Totale   |
| ---- | ----------------- | ------------- | -------- | -------- | -------- | -------- |
|      | Javier Gómez      | Spagna        | 00:17:53 | 01:04:15 | 00:30:42 | 01:54:13 |
|      | Jonathan Brownlee | Gran Bretagna | 00:17:51 | 01:04:19 | 00:31:03 | 01:54:33 |
|      | Aaron Royle       | Australia     | 00:18:02 | 01:04:07 | 00:32:16 | 01:55:49 |

Classifica completa

#### Élite donne
| Pos. | Nome           | Paese         | Nuoto    | Bici     | Corsa    | Totale   |
| ---- | -------------- | ------------- | -------- | -------- | -------- | -------- |
|      | Jodie Stimpson | Gran Bretagna | 00:20:03 | 01:11:29 | 00:35:38 | 02:08:34 |
|      | Anne Haug      | Germania      | 00:20:42 | 01:11:36 | 00:35:19 | 02:08:59 |
|      | Helen Jenkins  | Gran Bretagna | 00:19:58 | 01:12:17 | 00:35:28 | 02:09:10 |

Classifica completa

### Risultati Serie 2 - Città del Capo

#### Élite uomini
| Pos. | Nome              | Paese         | Nuoto    | Bici     | Corsa    | Totale   |
| ---- | ----------------- | ------------- | -------- | -------- | -------- | -------- |
|      | Javier Gómez      | Spagna        | 00:16:51 | 00:56:11 | 00:30:23 | 01:44:52 |
|      | Jonathan Brownlee | Gran Bretagna | 00:16:49 | 00:56:15 | 00:30:41 | 01:45:11 |
|      | Dmitry Polyanskiy | Russia        | 00:16:55 | 00:56:17 | 00:31:02 | 01:45:35 |

Classifica completa

#### Élite donne
| Pos. | Nome           | Paese         | Nuoto    | Bici     | Corsa    | Totale   |
| ---- | -------------- | ------------- | -------- | -------- | -------- | -------- |
|      | Jodie Stimpson | Gran Bretagna | 00:09:04 | 01:01:02 | 00:34:40 | 01:46:11 |
|      | Helen Jenkins  | Gran Bretagna | 00:08:51 | 01:01:11 | 00:34:45 | 01:46:18 |
|      | Gwen Jorgensen | Stati Uniti   | 00:09:05 | 01:03:13 | 00:32:46 | 01:46:33 |

Classifica completa

### Risultati Serie 3 - Yokohama

#### Élite uomini
| Pos. | Nome           | Paese     | Nuoto    | Bici     | Corsa    | Totale   |
| ---- | -------------- | --------- | -------- | -------- | -------- | -------- |
|      | Javier Gómez   | Spagna    | 00:17:29 | 00:57:08 | 00:29:32 | 01:45:31 |
|      | Mario Mola     | Spagna    | 00:18:00 | 00:56:44 | 00:29:25 | 01:45:31 |
|      | Richard Murray | Sudafrica | 00:18:21 | 00:56:18 | 00:29:55 | 01:46:00 |

Classifica completa

#### Élite donne
| Pos. | Nome             | Paese       | Nuoto    | Bici     | Corsa    | Totale   |
| ---- | ---------------- | ----------- | -------- | -------- | -------- | -------- |
|      | Gwen Jorgensen   | Stati Uniti | 00:19:01 | 01:04:29 | 00:33:43 | 01:58:38 |
|      | Ai Ueda          | Giappone    | 00:20:47 | 01:02:38 | 00:34:22 | 01:59:14 |
|      | Agnieszka Jerzyk | Polonia     | 00:20:38 | 01:02:49 | 00:34:26 | 01:59:24 |

Classifica completa

### Risultati Serie 4 - Londra

#### Élite uomini
| Pos. | Nome           | Paese      | Nuoto    | Bici     | Corsa    | Totale   |
| ---- | -------------- | ---------- | -------- | -------- | -------- | -------- |
|      | Mario Mola     | Spagna     | 00:08:39 | 00:25:42 | 00:14:18 | 00:49:46 |
|      | Richard Murray | Sudafrica  | 00:08:55 | 00:25:28 | 00:14:20 | 00:49:47 |
|      | João Pereira   | Portogallo | 00:08:39 | 00:25:41 | 00:14:19 | 00:49:49 |

Classifica completa

#### Élite donne
| Pos. | Nome           | Paese       | Nuoto    | Bici     | Corsa    | Totale   |
| ---- | -------------- | ----------- | -------- | -------- | -------- | -------- |
|      | Gwen Jorgensen | Stati Uniti | 00:08:57 | 00:28:25 | 00:16:10 | 00:54:44 |
|      | Sarah True     | Stati Uniti | 00:08:59 | 00:28:25 | 00:16:39 | 00:55:12 |
|      | Emma Jackson   | Australia   | 00:09:22 | 00:28:20 | 00:16:17 | 00:55:19 |

Classifica completa

### Risultati Serie 5 - Chicago

#### Élite uomini
| Pos. | Nome         | Paese      | Nuoto    | Bici     | Corsa    | Totale   |
| ---- | ------------ | ---------- | -------- | -------- | -------- | -------- |
|      | Javier Gómez | Spagna     | 00:19:10 | 00:55:30 | 00:31:21 | 01:47:21 |
|      | João Pereira | Portogallo | 00:19:29 | 00:55:11 | 00:31:29 | 01:47:29 |
|      | Mario Mola   | Spagna     | 00:19:26 | 00:55:16 | 00:31:36 | 01:47:40 |

Classifica completa

#### Élite donne
| Pos. | Nome           | Paese         | Nuoto    | Bici     | Corsa    | Totale   |
| ---- | -------------- | ------------- | -------- | -------- | -------- | -------- |
|      | Gwen Jorgensen | Stati Uniti   | 00:20:31 | 00:59:17 | 00:34:14 | 01:55:33 |
|      | Helen Jenkins  | Gran Bretagna | 00:20:24 | 00:58:17 | 00:35:38 | 01:55:53 |
|      | Juri Ide       | Giappone      | 00:20:25 | 00:58:18 | 00:35:48 | 01:56:00 |

Classifica completa

### Risultati Serie 6 - Amburgo

#### Élite uomini
| Pos. | Nome              | Paese         | Nuoto    | Bici     | Corsa    | Totale   |
| ---- | ----------------- | ------------- | -------- | -------- | -------- | -------- |
|      | Alistair Brownlee | Gran Bretagna | 00:08:56 | 00:27:48 | 00:14:09 | 00:51:43 |
|      | Vincent Luis      | Francia       | 00:08:54 | 00:27:51 | 00:14:13 | 00:51:45 |
|      | Jonathan Brownlee | Gran Bretagna | 00:09:02 | 00:27:41 | 00:14:13 | 00:51:48 |

Classifica completa

#### Élite donne
| Pos. | Nome              | Paese       | Nuoto    | Bici     | Corsa    | Totale   |
| ---- | ----------------- | ----------- | -------- | -------- | -------- | -------- |
|      | Gwen Jorgensen    | Stati Uniti | 00:09:45 | 00:30:31 | 00:15:46 | 00:56:54 |
|      | Emma Jackson      | Australia   | 00:10:01 | 00:30:13 | 00:15:55 | 00:57:00 |
|      | Kirsten Sweetland | Canada      | 00:09:52 | 00:30:08 | 00:16:04 | 00:57:00 |

Classifica completa

### Risultati Serie 7 - Stoccolma

#### Élite uomini
| Pos. | Nome              | Paese         | Nuoto    | Bici     | Corsa    | Totale   |
| ---- | ----------------- | ------------- | -------- | -------- | -------- | -------- |
|      | Jonathan Brownlee | Gran Bretagna | 00:09:08 | 00:32:14 | 00:14:23 | 00:57:31 |
|      | Alistair Brownlee | Gran Bretagna | 00:09:03 | 00:32:15 | 00:14:26 | 00:57:37 |
|      | Gregor Buchholz   | Germania      | 00:09:29 | 00:32:45 | 00:14:21 | 00:58:27 |

Classifica completa

#### Élite donne
| Pos. | Nome          | Paese         | Nuoto    | Bici     | Corsa    | Totale   |
| ---- | ------------- | ------------- | -------- | -------- | -------- | -------- |
|      | Sarah True    | Stati Uniti   | 00:09:50 | 00:34:54 | 00:16:21 | 01:03:00 |
|      | Andrea Hewitt | Nuova Zelanda | 00:10:01 | 00:34:40 | 00:16:23 | 01:03:04 |
|      | Nicky Samuels | Nuova Zelanda | 00:10:06 | 00:34:34 | 00:16:25 | 01:03:05 |

Classifica completa